# Jata (województwo podkarpackie)
Jata – wieś w Polsce położona w województwie podkarpackim, w powiecie niżańskim, w gminie Jeżowe.
Jata była wzmiankowana w 1707 w księgach metrykalnych ówczesnej Parafii Jeżowe.
Od 1919 miejscowość jest siedzibą rzymskokatolickiej parafii MB Różańcowej należącej do dekanatu Rudnik.
W 1952 powstała Ochotnicza Straż Pożarna w Jacie.
W latach 1954–1961 wieś należała i była siedzibą władz gromady Jata, po jej zniesieniu w gromadzie Jeżowe. W latach 1975–1998 miejscowość administracyjnie należała do województwa tarnobrzeskiego.